# Murcia-Rundfahrt 2008
Die 28. Murcia-Rundfahrt fand vom 4. bis 8. März 2008 statt. Das Radrennen wurde in fünf Etappen über eine Distanz von 653,8 Kilometern ausgetragen. Es gehört zur UCI Europe Tour 2008 und ist dort in die Kategorie 2.1 eingestuft.

## Etappen
| Etappe    | Tag     | Start – Ziel                             | km         | Etappensieger      | Führender          |
| --------- | ------- | ---------------------------------------- | ---------- | ------------------ | ------------------ |
| 1. Etappe | 4. März | San Pedro del Pinatar – Lorca            | 197,3      | Graeme Brown       | Graeme Brown       |
| 2. Etappe | 5. März | Calasparra – Totana                      | 152,5      | José Luis Rubiera  | Aitor Pérez        |
| 3. Etappe | 6. März | Puerto Lumbreras – San Pedro del Pinatar | 146        | Juan José Haedo    | Aitor Pérez        |
| 4. Etappe | 7. März | Alhama de Murcia – Aledo                 | 23,1 (EZF) | Alejandro Valverde | Alejandro Valverde |
| 5. Etappe | 8. März | Urbanizatión Veneziola – Murcia          | 134,9      | Koldo Fernández    | Alejandro Valverde |